# Liste der Naturdenkmale in Eppstein
Die Liste der Naturdenkmale in Eppstein nennt die im Gebiet der Stadt Eppstein im Main-Taunus-Kreis in Hessen gelegenen Naturdenkmale.
| Bild            | Bezeichnung                     | Ortsteil, Lage                          | Beschreibung | Art                        | Nr. |
| --------------- | ------------------------------- | --------------------------------------- | --- | -------------------------- | --- |
| Fotos hochladen | Brautfichte in Eppstein         | Eppstein 50° 9′ 9,4″ N, 8° 23′ 51,5″ O  | Die „Brautfichte“ auf einer kleinen Waldwiese ist aufgrund ihrer Größe und ihres prächtigen Wuchses einmalig im Main-Taunus-Kreis. | Einzelbaum                 | 5   |
| BW              | Grauer Stein in Bremthal        | Bremthal 50° 8′ 37,9″ N, 8° 19′ 35,9″ O | Schwer zugängliches, dicht bewaldetes Felsmassiv auf der Verkehrsinsel zwischen der Bundesstraße 455, der Autobahn Köln-Frankfurt und der Autobahnauffahrt Richtung Frankfurt. Als Quarzitformation mit bizarren Felsbildungen, großen Blöcken und Gesteinsspalten eine erdgeschichtliche Besonderheit. | Felsformation              | 21  |
| BW              | Eiche am Vogelsang in Bremthal. | Bremthal 50° 8′ 20,2″ N, 8° 21′ 55,7″ O | Stieleiche mit 1,10 Meter Stammdurchmesser. Wegen mangelnder Standsicherheit und Pilzbefall im Stammbereich im Dezember 2021 gefällt. War ein markantes Element in der Landschaft mit ansprechenden Habitus. Stand relativ frei steht und war von weither zu sehen.                                     | Einzelbaum                 | 29  |
| BW              | Eisweiher bei Bremthal          | Bremthal 50° 8′ 18,6″ N, 8° 22′ 0,5″ O  | Das Gebiet südlich des Bahndammes der Bahnstrecke Eppstein – Niedernhausen zwischen Amstertal und dem Königsbachtal ist in erster Linie aufgrund der verschiedenen, verzahnten Lebensräume schutzwürdig.                                                                                                | Flächenhaftes Naturdenkmal | 45  |

## Belege
1. ↑  
Naturdenkmale im Main-Taunus-Kreis (Stand September 2014). (pdf; 18,8 MB) in Umweltbericht Main-Taunus-Kreis 2014. Main-Taunus-Kreis; Der Kreisausschuss; Amt für Bauen und Umwelt, September 2014, S. 30–32, archiviert vom Original (nicht mehr online verfügbar) am 21. April 2016; abgerufen am 17. April 2016.
2. ↑  
Naturdenkmale in Hessen. (pdf; 405 kB) Anlage zu Kleine Anfrage der Abg. Ursula Hammann (BÜNDNIS 90/DIE GRÜNEN) vom 15.04.2011 betreffend Biotopverbund Teil 2 und Antwort der Ministerin für Umwelt, Energie, Landwirtschaft und Verbraucherschutz. Hessischer Landtag, 22. Juni 2011, S. 39–43, abgerufen am 4. Februar 2016.
3. ↑  Alte Eiche in Bremthal muss gefällt werden , wiesbadener-kurier.de, 5. August 2021, abgerufen am 31. Dezember 2021.

- Karte mit allen Koordinaten:
- OSM |
- WikiMap